# غرفة تجارة وصناعة عمان
تأسست غرفة تجارة وصناعة عمان في 15 مايو عام 1973م تُعنى بتمثيل القطاع الخاص في السلطنة، وتعمل على تعزيز مصالحه على المستويين الإقليمي والدولي. يقع المقر الرئيسي للغرفة في مسقط، ولها فروع في جميع محافظات السلطنة.
تضم الغرفة 240 ألف شركة مسجلة، تستفيد جميعها من الخدمات والدعم الذي تقدمه الغرفة بمختلف أنواعه، بما في ذلك الاستشارات والتدريب والتمثيل التجاري.

## المجلس الإداري للغرفة
يتولى مجلس الإدارة مسؤولية الإشراف على جميع شؤون الغرفة وفقاً للاختصاصات والصلاحيات المحددة في اللائحة التنفيذية. ويتألف المجلس من 15 عضواً موزعين على النحو التالي:
- خمسة أعضاء يتم انتخابهم عن محافظة مسقط عبر الاقتراع السري من قِبل أعضاء الغرفة.

- رؤساء مجالس الإدارات في فروع الغرفة بالمحافظات الأخرى، حيث يمثل كل رئيس فرعه في المجلس.

## اللجان المتخصصة
تضم الغرفة عدة لجان متخصصة تُعنى بمناقشة القضايا الاقتصادية الوطنية وتقديم التوصيات التي تسهم في دعم نمو وازدهار القطاع الخاص، وتعزيز دوره في التنمية الاقتصادية للسلطنة.
تعمل هذه اللجان على رصد وتوثيق التحديات التي تواجه الشركات والمؤسسات، ثم تُناقش هذه القضايا في اجتماعاتها الدورية، حيث يتم طرح الحلول والبدائل المناسبة. بعد ذلك، يتم التواصل مع أصحاب المؤسسات لتزويدهم بالتوصيات والمقترحات التي تساعدهم على تجاوز العقبات وتعزيز كفاءتهم التشغيلية.
يترأس هذه اللجان شخصيات بارزة من القطاعين الحكومي والخاص، يتمتعون بخبرات واسعة ومساهمات فعالة في الاقتصاد الوطني. حالياً، يبلغ عدد هذه اللجان 15 لجنة متخصصة، تعمل كل منها في مجال محدد لدعم القطاعات الاقتصادية المختلفة. وهي:
- اللجنة الاقتصادية.
- لجنة المصروف المالي والتأمين.
- لجنة الصناعة.
- لجنة الأمن الغذائي.
- لجنة التطوير العقاري.
- لجنة ترويج الإستثمار.
- لجنة الخدمات.
- لجنة السياحة.
- لجنة التعدين والكسارات.
- لجنة تنمية الموارد البشرية وسوق العمل.
- لجنة النقل والقطاع اللوجستي.
- لجنة صاحبات الأعمال.
- لجنة المؤسسات الصغيرة والمتوسطة.
- لجنة التعليم.
- لجنة البحوث والدراسات.